# Samantha Hudson
Pour les articles homonymes, voir Hudson.
 (octobre 2023).
La mise en forme du texte ne suit pas les recommandations de Wikipédia : il faut le « wikifier ».
Les points d'amélioration suivants sont les cas les plus fréquents. Le détail des points à revoir est peut-être précisé sur la page de discussion.
- Les titres sont pré-formatés par le logiciel. Ils ne sont ni en capitales, ni en gras.
- Le texte ne doit pas être écrit en capitales (les noms de famille non plus), ni en gras, ni en italique, ni en « petit »…
- Le gras n'est utilisé que pour surligner le titre de l'article dans l'introduction, une seule fois.
- L'italique est rarement utilisé : mots en langue étrangère, titres d'œuvres, noms de bateaux, etc.
- Les citations ne sont pas en italique mais en corps de texte normal. Elles sont entourées par des guillemets français : « et ».
- Les listes à puces sont à éviter, des paragraphes rédigés étant largement préférés. Les tableaux sont à réserver à la présentation de données structurées (résultats, etc.).
- Les appels de note de bas de page (petits chiffres en exposant, introduits par l'outil «  Source ») sont à placer entre la fin de phrase et le point final[comme ça].
- Les liens internes (vers d'autres articles de Wikipédia) sont à choisir avec parcimonie. Créez des liens vers des articles approfondissant le sujet. Les termes génériques sans rapport avec le sujet sont à éviter, ainsi que les répétitions de liens vers un même terme.
- Les liens externes sont à placer uniquement dans une section « Liens externes », à la fin de l'article. Ces liens sont à choisir avec parcimonie suivant les règles définies. Si un lien sert de source à l'article, son insertion dans le texte est à faire par les notes de bas de page.
- La présentation des références doit suivre les conventions bibliographiques. Il est recommandé d'utiliser les modèles {{Ouvrage}}, {{Chapitre}}, {{Article}}, {{Lien web}} et/ou {{Bibliographie}}. Le mode d'édition visuel peut mettre en forme automatiquement les références.
- Insérer une infobox (cadre d'informations à droite) n'est pas obligatoire pour parachever la mise en page.

Pour une aide détaillée, merci de consulter Aide:Wikification.
Si vous pensez que ces points ont été résolus, vous pouvez retirer ce bandeau et améliorer la mise en forme d'un autre article.
 (octobre 2023).
Samantha Hudson (León, 11 septembre de 1999) est une artiste, chanteuse, actrice, célébrité d'internet et activiste espagnole,. Elle s'est fait connaître après la publication de la chanson très controversée Maricón qu'elle enregistra en 2015, dans le cadre d'un cours de culture audiovisuelle. La chanson, accompagnée d'une vidéo publié sur Youtube, a été acclamée par certains et méprisée par d'autres, faisant l'objet de critiques de la part d'organisations religieuses et groupes politiques conservateurs. Son discours provocateur et sa façon de combiner activisme pro-LGBT et revendications sociales, souvent réalisés à travers des performances contestataires dans une esthétique camp, lui ont valu une grande popularité,.
Outre Maricón, Samantha a publié autres pièces audiovisuelles comme Burguesa Arruinada [Bourgeoise Ruinée], Por España [Pour l'Espagne] o Dulce y Bautizada [Douce et Baptisée]. De plus, elle a réalisé plusieurs caméos dans des séries de télévision. Elle est la protagoniste du documentaire biographique de Samantha Hudson, une histoire de foi, sexe et electroqueer (paru en 2018), et co-présentatrice du podcast ¿Sigues ahí? pour la plateforme de streaming Netflix avec Jordi Cruz (es). En 2021 elle réalisa sa première performance en direct, intitulée Eutanasia Deluxe au Théâtre Lara de Madrid.

## Discographie

### EPs
- 2023: AOVE[6]

### Albums
- 2021: Liquidation totale

### Albums compilations
- 2019: Les Grands Succès de Samantha

### Singles
| Titre                                     | Année |
| ----------------------------------------- | ----- |
| «Maricón»                                 | 2015  |
| «Super Preñada»                           | 2016  |
| «Burguesa Arruinada»                      | 2017  |
| «Seguro de moto»                          | 2019  |
| «Hazme el favor (vente conmigo a bailar)» | 2020  |
| «Dulce y Bautizada»                       | 2021  |
| «Disco Jet Lag» (avec La Prohibida (es))  | 2021  |
| «Guateque»                                | 2021  |
| «Por España»                              | 2021  |
| «Demasiado coño»                          | 2022  |
| «Perra» (avec La Dani)                    | 2022  |
| «Otra vez»                                | 2023  |
| «Adicta al sonido»                        | 2023  |
| «Vodka Redbull»                           | 2023  |
| «Es lo que hay»                           | 2023  |

## Tournées
- 2021-2022: Gira Liquidación total[7]
- 2022-2023: Gira Liquidación total por cierre[8]

## Filmographie

### Cinéma
| Année | Titre                                                    | Personnage | Réalisateur | Notes             | Ref.   |
| ----- | -------------------------------------------------------- | ---------- | ----------- | ----------------- | ------ |
| 2018  | Samantha Hudson, una historia de fe, sexo y electroqueer | Elle-même  | Joan Porcel | Film documentaire | [ 9 ]  |
| 2021  | ¡Corten!                                                 | Elle-même  | Marc Ferrer |                   | [ 10 ] |
| 2022  | Rainbow                                                  | Ingrid     | Paco León   |                   | [ 11 ] |

### Télévision

#### Séries
| Année | Titre                                | Personnage      | Chaîne              | Notes                                           | Ref.   |
| ----- | ------------------------------------ | --------------- | ------------------- | ----------------------------------------------- | ------ |
| 2017  | Mai neva À ciutat                    | Elle-même       | IB3                 | Épisode: «Fantasmes de la vella escola»         | [ 12 ] |
| 2020  | Veneno                               | Bibliotecaria   | Atresplayer Premium | Épisode: «Los tres entierros de Cristina Ortiz» | [ 13 ] |
| 2021  | Una Navidad con Samantha Hudson (es) | Samantha Hudson | Atresplayer Premium | Telefilme                                       | [ 14 ] |

## Théâtre
| Année | Titre            | Directeur | Notes                     | Ref.   |
| ----- | ---------------- | --------- | ------------------------- | ------ |
| 2021  | Eutanasia Deluxe | Elle-même | Arte performativo/Musical | [ 15 ] |